# Земфира.Live2
«Земфира.Live2» — второй концертный альбом Земфиры, появившийся на сайте певицы для свободного скачивания в качестве подарка на Новый год.

## Об альбоме
В альбом вошли одиннадцать песен, записанных в ходе гастрольных туров «Дежавю» и «Спасибо». На момент выпуска альбома Земфира долгое время не выступала, отдыхая после концертного тура в поддержку альбома «Спасибо». Свой предыдущий концерт она дала за полтора года до выхода «Земфира.Live2» — им стало сольное выступление в спортивном комплексе «Олимпийский» 1 апреля 2008 года. В течение полугода с весны 2009 года с официального сайта Земфиры исчезла какая-либо информация. Вместо этого Земфира оставила лишь чёрный фон с надписью «Жёлтая пресса — кал». 31 декабря 2009 года запись поменялась на «С новым годом!». При нажатии на надпись начиналось автоматическое скачивание альбома.
В состав альбома вошли концертные версии уже знакомых по предыдущим альбомам композиций в других аранжировках. В отличие от предыдущего аккомпанирующего состава Земфиры, этот альбом записан при участии клавишника Дмитрия Шурова и трубача Константина Куликова. Пластинка содержала лишь две песни с последнего студийного альбома «Спасибо» — «Господа» и «Во мне», в остальном же была наполнена уже хорошо знакомыми хитами.

## Список композиций
Слова и музыка всех песен — Земфира Рамазанова.
| №                   | Название            | Длительность |
| ------------------- | ------------------- | ------------ |
| 1.                  | «Господа»           | 3:58         |
| 2.                  | «Город»             | 4:06         |
| 3.                  | «Блюз»              | 4:05         |
| 4.                  | «Мачо»              | 4:16         |
| 5.                  | «Жужа»              | 4:16         |
| 6.                  | «Красота»           | 2:54         |
| 7.                  | «Лондон»            | 4:19         |
| 8.                  | «Трафик»            | 3:27         |
| 9.                  | «Прогулка»          | 4:33         |
| 10.                 | «Синоптик»          | 4:50         |
| 11.                 | «Во мне»            | 4:18         |
| Общая длительность: | Общая длительность: | 45:02        |

## Список музыкантов
- Земфира — вокал
- Дмитрий Шуров — клавишные
- Константин Куликов — труба
- Алексей Беляев — бас
- Денис Маринкин — барабаны

## Рецензии
В журнале Fuzz пластинку назвали «по-настоящему царским подарком от находящейся в творческом отпуске певицы». Владимир Смирнов сравнил её с новогодней открыткой, которую Земфира разослала поклонникам. Рецензент обратил внимание на то, что живые версии песен со «Спасибо» звучали убедительнее студийных вариантов, а остальные композиции подверглись довольно серьёзной обработке, так что музыка местами изменилась до неузнаваемости. Земфира также вольно обращалась с текстами, изредка добавляя едкие комментарии в адрес журналистов, обращаясь к музыкантам аккомпанирующей группы, а также к слушателям, пришедшим на «Олимпийский».